# Cəlilabad (distrikt)
Cəlilabad är ett distrikt i Azerbajdzjan. Det ligger i den sydöstra delen av landet, 170 km sydväst om huvudstaden Baku. Antalet invånare är 200 000. Arean är 1 440 kvadratkilometer.
Terrängen i Cəlilabad är varierad.
Följande samhällen finns i Cəlilabad:
- Dzhalilabad
- Prishibinskoye
- Yarlı
- Privolnoye
- Ocaqlı
- Maşlıq
- Komanlı
- Alikasymly
- Kazımabad
- Melikkasymly
- Sarkhadabad
- Lyakin
- Mamedrzaly
- Tatyanoba
- Boyxanlı
- Şabanlı
- Seyidbazar
- Abışabad
- Sarxanlı
- Dzhafarkhanly
- Pyardili
- Zupun
- Buravar
- Hamarqışlaq
- Kargulu
- Qarakazımlı
- Abazallı
- Sadatlı
- İncilli
- Hacıcavadlı
- Albalan
- Inilli
- Lallar
- Hacıismayıllı
- Çinar
- Delali
- Alaşar
- Xanılı
- Novruzallı
- Oğrubulaq
- Axtaxana
- Darılıq